# Holiday Beach
La census-designated place de Holiday Beach est située dans le comté d'Aransas, dans l’État du Texas, aux États-Unis. Sa population s’élevait à 514 habitants lors du recensement de 2010, date à laquelle il s’agissait d’une nouvelle census-designated place,.

## Source
- (en) Cet article est partiellement ou en totalité issu de l’article de Wikipédia en anglais intitulé « Holiday Beach, Texas » (voir la liste des auteurs).

1. ↑  (en) « Geographic Identifiers: 2010 Demographic Profile Data (G001): Holiday Beach CDP, Texas », sur data.census.gov, U.S. Census Bureau, American Factfinder (consulté le 14 janvier 2021).
2. ↑  [PDF](en) « Population and Housing Unit Counts, 2010 Census of Population and Housing »(Archive.org • Wikiwix • Archive.is • Google • Que faire ?), sur census.gov, Texas: 2010 (consulté le 14 janvier 2021).
3. ↑  (en) « Holiday Beach, Texas », The Handbook of Texas online (consulté le 14 janvier 2021).